# Кончильяс
Кончильяс (исп. Conchillas) — населённый пункт сельского типа в юго-западной части Уругвая, в департаменте Колония.

## История
Населённый пункт был основан англичанами 24 октября 1887 года. Англичане построили здесь фабрику, обосновали англиканскую церковь и 2 кладбища.

## География
Кончильяс расположен на берегу эстуария Ла-Плата, примерно в 50 км к северо-западу от административного центра департамента, города Колония-дель-Сакраменто, и в 40 км к юго-востоку от города Кармело. Абсолютная высота — 66 метров над уровнем моря.

## Население
Население по данным на 2011 год составляет 401 человек.
| Год  | Население |
| ---- | --------- |
| 1963 | 825       |
| 1975 | 755       |
| 1985 | 727       |
| 1996 | 784       |
| 2004 | 756       |
| 2011 | 401*      |

Источник: Instituto Nacional de Estadística de Uruguay

* При переписи населения 2011 года население деревни Пуэбло-Гил (309 человек) учитывалось отдельно от населения Кончильяса.